# Iñaki González
Joseba Iñaki González Torre (Bilbao, 1967) es un periodista y analista de información español, director del periódico Deia.

## Trayectoria
Nació en Bilbao en 1967. Se licenció en Ciencias Sociales y de la Comunicación (Periodismo) en la Universidad del País Vasco en 1990. En 1990, comenzó a trabajar en el periódico Deia como periodista y después también como columnista y analista de información. Más tarde, fue nombrado Redactor Jefe y miembro del Equipo Dirección del periódico.
También fue analista independiente en la Radio Nacional de España (RNE) de 2006 a 2012 y también como analista de información en distintos medios de comunicación públicos y privados, entre ellos Radio Televisión Española.
Desde el año 2004 hasta hoy también es analista en Euskal Telebista y ha sido también analista en El Periódico de Catalunya de 2007 a 2013.
En el año 2001 fue nombrado subdirector de Deia, sucediendo a Xabier Lapitz. Actualmente, es el director del periódico Deia (Deia - Editorial Iparraguirre, SL), sucediendo a Juan José Baños Loinaz, director del Grupo Noticias y miembro actual del Consejo de Administración de Radio Televisión Española (RTVE).